# Аршад аль-Умари
Аршад Паша аль-Умари (араб. إرشاد العمري‎; 8 апреля 1888 — 1978) — иракский политический, государственный и военный деятель; 28-й и 41-й премьер-министр Ирака.

## Биография
Родился в Мосуле 8 апреля 1888 года. Отец Аршада был мэром Мосула.
Окончил среднюю школу в 1904 году, когда ему было 16 лет. После окончания средней школы в Мосуле он отправился в столицу Османской империи Стамбул для продолжения обучения. Аль-Умари проехал на лошадиной повозке через Алеппо в порт Александретту (ныне Искендерун) на берегу Средиземного моря. Путь продлился 40 дней. Из Александретты он прибыл на пароходе в Стамбул, где поступил на архитектурное отделение королевского инженерного училища. В профессорско-преподавательский состав училища входили профессора из Германии, Бельгии и Австрии.
В 1908 году получил диплом архитектора и был назначен на работу в архитектурном отделе Стамбула.
После начала Первой мировой войны в 1914 году Аршад был призван в качестве инженера в министерство обороны. В 1918 году, когда война закончилась, он вернулся в муниципалитет Стамбула на прежнюю должность главного инженера.

### Карьера
После Первой мировой войны, когда арабские страны, включая Ирак, были отделены от Османской империи, Аршад вернулся из Стамбула в Мосул, где был назначен главным инженером муниципалитета города и пробыл в этой должности до 1924 года.
В 1924 году был избран членом первого парламента Ирака после формирования национального правительства Ирака. С 1925 по 1931 год был генеральным директором почт и телеграфа, а с 1931 по 1933 год — мэром Багдада.
После образования Общества Красного Полумесяца он был избран президентом общества и пробыл в этой должности до 1958 года.
С 1934 по 1935 год — министр общественных работ.
С 1936 по 1944 год — вновь в должности мэра Багдада. С 4 июня 1944 по 25 августа 1945 года он был министром иностранных дел и заместителем министра обороны. Во время его пребывания в должности министра иностранных дел 11 сентября 1944 года были установлены дипломатические отношения с СССР и состоялся обмен письмами между ним и Вячеславом Молотовым. Также в этот период была создана Лига арабских государств, и он возглавлял иракскую делегацию в Каир, где 22 марта 1945 года был подписан Устав Лиги арабских государств.
Также он возглавлял делегацию Ирака во время подписания Ираком Устава Организации Объединенных Наций. Во время прибытия Аршада в Нью-Йорк 12 апреля 1945 года умер президент США Франклин Делано Рузвельт. Аль-Умари возглавлял иракскую делегацию на похоронах Рузвельта, прошедших 14 апреля.
26 апреля на конференции в Сан-Франциско обсуждался проект Организации Объединенных Наций. Глава иракской делегации Аль-Умари покинул заседание в знак протеста против явного намерения разделить Палестину на еврейское и арабское государства. От имени Ирака декларацию подписал Фадхил аль-Джамали.
После возвращения в Ирак аль-Умари был назначен министром иностранных дел 25 августа 1945 года. С 4 июня по 14 декабря 1946 года он первый раз занимал пост премьер-министра Ирака.
С 29 января по 23 июня 1948 он был министром обороны Ирака. В 1952 году он был выбран в качестве исполнительного председателя Совета по развитию.
В апреле 1954 году он стал премьер-министром Ирака во второй раз. В 1958 году после июльской революции он уехал в Стамбул. В 1968 году вернулся в Ирак и провёл остаток своей жизни в Багдаде, где умер в 1978 году в возрасте 90 лет.
Похоронен на семейном кладбище в Мосуле.